# Риверс, Ромео
Норман Ромео Риверс (англ. Norman Romeo Rivers; 28 марта 1907 — 4 мая 1986) — канадский хоккеист, чемпион зимних Олимпийских игр 1932 (и по совместительству чемпион мира) в составе сборной Канады.

## Биография
Риверс начинал свою хоккейную карьеру в «Виннипег Викториаз» и «Элмвуд Миллионерз», играя там с 1924 по 1927 годы. С 1929 по 1933 годы играл за «Виннипег Итонз». В 1931 году Риверс выиграл с командой «Виннипег Виннипегс» Кубок Аллана, чем получил право представлять сборную Канады на Олимпийских играх 1932 года. На Олимпиаде он сыграл шесть матчей и забросил пять шайб: одну из них он забросил в матче против США за шесть минут до окончания третьего периода, чем принёс канадцам золото Игр. В том же году он стал лучшим бомбардиром Хоккейной лиги Манитобы. В 1935 году выиграл чемпионат мира в Швейцарии и завоевал вторую золотую медаль в своей карьере игрока.
Карьеру завершил в клубах «Виннипег Монархс» и «Виннипег Канада Пакерс». После карьеры игрока работал механиком в гараже и играл в бейсбол. В 2004 году включён в Спортивный зал славы Манитобы как игрок клуба «Виннипег Монархс» 1935 года,, также является почётным членом Хоккейного зала славы Манитобы.